# Burići (Chorwacja)
Burići – wieś w Chorwacji, w żupanii istryjskiej, w gminie Kanfanar. W 2011 roku liczyła 35 mieszkańców.